# Charles Edward Saunders
Pour les articles homonymes, voir Charles Saunders.
Charles Edward Saunders, (2 février 1867 - 25 juillet 1937) est un agronome canadien, connu surtout comme le créateur d'un cultivar de blé, le blé 'Marquis'.
Une école de London (Ontario), la Saunders Secondary School, a reçu le nom de « Saunders » en hommage à Charles E. Saunders et à d'autres membres de sa famille éminente, notamment son père, William Saunders.

## Formation et vie privée
Charles E. Saunders est né à London (Ontario) le 2 février 1867, de William et Sarah Agnes Robinson Saunders. Il suivit ses études primaires et secondaires à London. Il obtint un baccalauréat ès arts en chimie à l'université de Toronto en 1888. De 1888 à 1893, il se spécialisa en chimie à l'école d'été de l'université Harvard et obtint en 1891 un  Ph.D. de chimie à l'université Johns-Hopkins. Il a également étudié à la Sorbonne.
C'est chez lui, dans sa famille, que Charles E. Saunders a appris une grande partie de ce qu'il savait sur l'hybridation des plantes. Certains de ses premiers souvenirs remontent à l'époque où il conduisait son père à une exploitation fruitière hors des limites de la ville, où il l'aidait à hybrider des cépages de vigne, des groseilliers, des framboisiers et des groseilliers à maquereau.
Charles E. Saunders épousa Mary Blackwell de Toronto en 1892.

## Carrière professionnelle
De 1892 à 1893, Saunders exerça la fonction de professeur de chimie et de géologie à l'université du Kentucky Oriental (en) (Kentucky). De 1894 à 1903, il étudia la flûte avec E. M. Heindl de l'Orchestre symphonique de Boston au conservatoire de musique de la Nouvelle-Angleterre et avec Eugene Weiner du New York Philharmonic Club. Il a également reçu une formation vocale. À Toronto, en plus d'agir à titre d'agent, il donne des cours de chant et de flûte. En 1895-1896, Charles E. Saunders était chroniqueur dans The Week, écrivant sur divers aspects de la musique. Sa carrière musicale n'a cependant pas été un succès sur le plan financier.

### de 1903 à 1920
William Saunders, le père de Charles E. Saunders, le nomma « expérimentateur » à la ferme expérimentale d'Ottawa en 1903, titre devenu « céréaliste »  en 1905 et « céréaliste du Dominion » en 1910. Ce nouveau travail perpétua la tradition familiale, car le père de Charles E. Saunders avait fondé le système des fermes expérimentales établies au Canada et son frère, Percy, avait fait un travail considérable de croisement de souches de blé.
Saunders se tourna avec enthousiasme vers ses nouvelles tâches. À la suite des recherches de son frère, il acheva le développement du blé 'Marquis' en 1904, cultivar qui présentait une supériorité marquée dans la qualité meunière de la farine à pain par rapport à d'autres variétés populaires dans l'Ouest canadien. 'Marquis' avait l'avantage de mûrir 10 jours plus tôt que ses concurrents - un facteur de grande importance dans la ceinture de blé canadienne. La ferme expérimentale Indian Head, en Saskatchewan, a cultivé du blé 'Marquis' pour ses graines et, en 1909, son utilisation s'était répandue. En 1920, 90 % du blé cultivé dans l'Ouest canadien était du blé 'Marquis'. Cependant ce blé n'était pas résistant à la rouille noire. A la recherche de variétés plus récentes et meilleures, Charles E. Saunders a mis au point trois autres variétés de blé - 'Ruby', 'Garnet' et 'Reward' - spécifiquement adaptées aux conditions de la Prairie. Il était également responsable de variétés améliorées d'avoine et d'orge.
À la recherche d'un blé rustique qui mûrirait plus vite, il a fait des centaines de croisements, en procédant à des essais de rendement.
Les essais comprenaient un test appelé « chewing », par lequel Saunders a identifié des souches au gluten fort en mâchant quelques grains d'échantillons. « J'ai transformé plus de blé en gomme que tous les garçons d'une douzaine d'écoles rurales d'il y a une génération ».
Utilisant une technique qu'il avait lui-même imaginée, Charles E. Saunders moulait sa propre farine et faisait cuire son propre pain sous forme de petites miches pour mesurer le volume.
Travaillant avec la variété 'Red Fife', qui avait été importée et améliorée par David Fife de l'Ontario, Charles E. Saunders l'a croisée avec 'Hard Red Calcutta'. Le nouveau cultivar, 'Markham', était très prometteur, mais sa descendance n'était pas uniforme. Après de nombreux essais à la ferme expérimentale Agassiz, une variété s'est démarquée, le blé 'Marquis'.
En 1906, des surplus de semence 'Marquis' sont expédiés à Indian Head (Saskatchewan) (Saskatchewan) pour des essais supplémentaires.
En 1911, le blé 'Marquis' remporte le prix de 1000 $ décerné par le chemin de fer Canadien-Pacifique  pour le meilleur boisseau de blé dur de printemps cultivé en Amérique du Nord. C'était la première d'une longue série de récompenses.
Le seul point faible du blé 'Marquis' était sa sensibilité à la rouille. Ce n'est qu'en 1947 qu'une variété résistante à la rouille a été mise au point à la Ferme expérimentale centrale d'Ottawa. Elle a reçu le nom de 'Saunders'.

### 1920-1922
En 1920, 90 % des cultures de blé dans l'ouest du Canada étaient emblavées en blé 'Marquis'.
Charles E. Saunders appliqua également sa méthode à l'orge, à  l'avoine, au pois, aux haricots et au lin, en introduisant plusieurs nouveaux cultivars de chacune de ces espèces.
Il a beaucoup écrit sur le sujet et beaucoup de ses réflexions sur les céréales ont été présentées à des conférences scientifiques et à des sociétés et publiées dans des revues scientifiques.

## Retraite
En 1922, après avoir subi une dégradation de sa santé, Charles E. Saunders a démissionné de son poste et a déménagé à Paris avec sa femme.
De 1922 à 1925, il étudie la littérature française  
A la Sorbonne, 
En 1925, il est revenu brièvement à Ottawa, mais repartit en 1928 à Toronto. Bien que retraité, il continua à donner des conférences sur le blé 'Marquis' et sur la langue française.
En 1928, Essais et vers, recueil d'essais et de poèmes en français de Charles E. Saunders, est publié par Louis Carrier et Cie, les Éditions du Mercure, à Montréal et à New York. L'œuvre a été saluée par la critique dans la presse française, particulièrement au Québec.

## Décès
Charles E. Saunders est mort à Toronto le 25 juillet 1937. Il reçut des hommages du monde entier. Dans le Daily Express, sa nécrologie disait :

« Il a apporté plus de richesse à son pays que quiconque. Marconi a donné le pouvoir. Charles E. Saunders a donné l'abondance. Que voila de belles vies ! »

## Honneurs
- En 1921, Charles E. Saunders est nommé membre de la Société royale du Canada.
- En 1921, il reçoit les titres de Doctor of Laws (LL.D.) et Doctor of Letters (Lit. D.) de  l'université de Western Ontario.
- En 1925, il est fait Doctor of Science à titre honoraire par l'université de Toronto.
- En 1925, il reçoit la médaille Flavelle de la Société royale du Canada pour la Science.
- Il est fait chevalier par le roi George V en 1934 pour sa contribution à l'agriculture
- En reconnaissance de son œuvre en langue française, il est décoré par le gouvernement français et reçoit en 1931 le prix de la langue-française (médaille de vermeil) décerné par l'Académie française[2].

Il est membre du Temple de la renommée des sciences et génie du Canada.